# Yves Le Cozannet (homme politique, 1927-2004)
Pour les articles homonymes, voir Yves Le Cozannet.
Yves Le Cozannet, né le 13 avril 1927 à Minihy-Tréguier (Côtes-du-Nord) et mort le 19 août 2004, dans la même ville, est un homme politique français.

## Biographie
Agriculteur de profession, il est le fils d’Yves Le Cozannet, ancien député-maire de Minihy-Tréguier. Il reprend l’exploitation de son père en 1964, lorsque ce dernier décide de cesser ses activités et s’engage à son tour dans l’action syndicale agricole.

## Mandats

### Mandats locaux
Yves Le Cozannet est maire de Minihy-Tréguier, de 1959 à 1995 et conseiller général du canton de Tréguier, de 1976 à 1988.

### Mandat national
Yves Le Cozannet est sénateur des Côtes-du-Nord, du 28 septembre 1980 au 1er octobre 1989. Durant son mandat, il est membre de la commission des affaires économiques, et exerce, en 1983, les fonctions de rapporteur sur le projet de loi définissant les choix stratégiques, les objectifs et les actions du développement de la nation pour le IXe Plan. Ses interventions concernent essentiellement les affaires maritimes, notamment la flotte de commerce française, la pêche artisanale et industrielle, la restructuration de la Compagnie générale maritime, la crise de la construction navale, ou le développement des cultures marines, ainsi que les affaires agricoles, ou les télécommunications.

## Pour en savoir plus